# Der Elefant – Mord verjährt nie
Der Elefant – Mord verjährt nie ist eine SAT1-Krimiserie mit Thomas Sarbacher als Kriminalhauptkommissar Matthias Steiner. Der Pilot in Spielfilmlänge wurde am 14. Oktober 2002 ausgestrahlt, die restlichen acht 45-minütigen Folgen der ersten Staffel vom 14. Januar 2004 bis zum 3. März 2004. Die 13-teilige zweite Staffel lief vom 5. Oktober 2005 bis zum 10. Januar 2006.

## Entstehung
Im Herbst 2002 wurden auf Sat.1 fünf Pilotfilme gezeigt, unter denen die Zuschauer entschieden, welche drei in Serie gingen. Neben Mit Herz und Handschellen und Körner und Köter wurde Der Elefant – Mord verjährt nie gewählt.

## Handlung
Hauptkommissar Matthias Steiner bearbeitet mit seinem Team ungeklärte, teilweise lang zurückliegende Mordfälle. Da seine Frau selbst vor Jahren umgebracht wurde und dies nicht aufgeklärt werden konnte, entwickelte er sich zu einem akribischen Ermittler, der sein Privatleben hinter die zu klärenden Fälle stellt. Hier kommt ihm auch sein exzellentes Gedächtnis zugute, weshalb er im Team den Spitznamen „Der Elefant“ trägt. Unterstützt wird er bei seinen Ermittlungen durch die Kommissare Julia Gerling und Andreas Zier.

## Episodenliste

### Pilotfilm
| Nr. (ges.) | Nr. (St.) | Originaltitel | Erstausstrahlung | Regie          | Drehbuch                                |
| ---------- | --------- | ------------- | ---------------- | -------------- | --------------------------------------- |
| 1          | 1         | Pilot         | 14. Okt. 2002    | Lutz Konermann | Lutz Konermann & Holger Karsten Schmidt |

### Staffel 1
| Nr. (ges.) | Nr. (St.) | Originaltitel             | Erstausstrahlung | Regie                | Drehbuch           |
| ---------- | --------- | ------------------------- | ---------------- | -------------------- | ------------------ |
| 2          | 1         | Frau Sandmanns Glück      | 14. Jan. 2004    | Ed Herzog            | Nils-Morten Osburg |
| 3          | 2         | Liebesbrief eines Toten   | 21. Jan. 2004    | Andreas Prochaska    | Frank Koopmann     |
| 4          | 3         | Die Welt gehört mir       | 28. Jan. 2004    | Andreas Prochaska    | Jörg Brückner      |
| 5          | 4         | Das Wunder von Braunsfeld | 4. Feb. 2004     | Andreas Prochaska    | Frank Speelmans    |
| 6          | 5         | Mörderischer Kuhhandel    | 11. Feb. 2004    | Ed Herzog            | Matthias Popp      |
| 7          | 6         | Vermächtnis eines Vaters  | 18. Feb. 2004    | Ed Herzog            | Frank Speelmans    |
| 8          | 7         | Die Leiche im Keller      | 25. Feb. 2004    | Christiane Balthasar | Jörg Brückner      |
| 9          | 8         | Der Lügner                | 3. März 2004     | Christiane Balthasar | Frank Speelmans    |

### Staffel 2
| Nr. (ges.) | Nr. (St.) | Originaltitel                    | Erstausstrahlung | Regie                | Drehbuch             |
| ---------- | --------- | -------------------------------- | ---------------- | -------------------- | -------------------- |
| 10         | 1         | Fluch der bösen Tat              | 5. Okt. 2005     | Andreas Prochaska    | Alexander M. Rümelin |
| 11         | 2         | Mörder meines Bruders            | 12. Okt. 2005    | Ed Herzog            | Nils-Morten Osburg   |
| 12         | 3         | Verbrannte Erde                  | 19. Okt. 2005    | Ed Herzog            | Marie Reiners        |
| 13         | 4         | Außer Kontrolle                  | 26. Okt. 2005    | Andreas Prochaska    | Uli Brée             |
| 14         | 5         | Verlorene Jahre                  | 2. Nov. 2005     | Peter Keglevic       | Frank Speelmans      |
| 15         | 6         | Opfergang eines Verlierers       | 9. Nov. 2005     | Ed Herzog            | Alexander M. Rümelin |
| 16         | 7         | Simulanten                       | 16. Nov. 2005    | Lars Kraume          | Frank Speelmans      |
| 17         | 8         | Nichts als die Wahrheit          | 23. Nov. 2005    | Hans-Günther Bücking | Clemens Murath       |
| 18         | 9         | Der Duft der Angst               | 30. Nov. 2005    | Peter Keglevic       | Nils-Morten Osburg   |
| 19         | 10        | Spiegelbilder                    | 7. Dez. 2005     | Lars Kraume          | Lutz Konermann       |
| 20         | 11        | Das Geheimnis der „MS Katharina“ | 14. Dez. 2005    | Lars Kraume          | Stephan Falk         |
| 21         | 12        | Der lange Weg zurück             | 3. Jan. 2006     | Achim von Borries    | Marie Reiners        |
| 22         | 13        | Hundsheim                        | 10. Jan. 2006    | Achim von Borries    | Lutz Konermann       |

## Ausstrahlung und Einschaltquoten
Die Pilotfolge wurde am 7. Januar 2004 um 21.15 Uhr auf SAT.1 wiederholt. Insgesamt 5,06 Millionen Zuschauer verfolgten sie bei 19,9 Prozent Marktanteil. In der werberelevanten Zuschauergruppe lag der Marktanteil bei 17,7 Prozent.
Die erste Folge der ersten Staffel, die am 14. Januar 2004 um 20:15 Uhr gesendet wurde, sahen 5,08 Millionen Zuschauer. Am 11. Februar 2004 verfolgten insgesamt 5,76 Millionen Zuschauer die Serie bei einem Marktanteil von 17,5 Prozent. In der werberelevanten Zielgruppe konnte ein Marktanteil von 15,7 Prozent erreicht werden.
Mitte November 2005 erfolgte die Ausstrahlung mittwochs 22:15 Uhr nach der Ausstrahlung von Der Bulle von Tölz. Auf diesem Sendeplatz erreichte die Episode vom 16. November 2005 insgesamt 3,27 Millionen Zuschauer bei 14,1 Prozent Marktanteil. In der werberelevanten Zielgruppe lagen die Werte bei 1,15 Millionen und 10,6 Prozent Marktanteil. Bis zum Jahresende 2005 wurde die Serie am Mittwochabend ausgestrahlt. Am 3. Januar 2006 – die Serie wurde an diesem Tag erstmals am Dienstagabend gesendet – konnte sie 2,42 Millionen Zuschauer bei 9,9 Prozent Marktanteil vorweisen. In der Zielgruppe wurden 7,4 Prozent Marktanteil erreicht.
Am 31. Januar 2006 erfolgte die Ausstrahlung der letzten Folge, da die Serie aufgrund von schlechten Einschaltquoten eingestellt wurde. Die Folge wurde von insgesamt 2,7 Millionen Zuschauern (11,9 Prozent Marktanteil) gesehen, der Marktanteil der 14- bis 49-Jährigen lag bei 10,3 Prozent. Im Mai 2016 wurde die Serie auf Sat.1 Gold wiederholt.

## Rezeption
„Eine der besten deutschen Serien der 00er Jahre, produziert für Sat 1, ist nun beim öffentlich-rechtlichen Eins Festival zu sehen. Ein guter Einkauf.“

## Sonstiges
Thomas Sarbacher war für seine Rolle als Bester Schauspieler Serie beim Deutschen Fernsehpreis 2004 nominiert.